# .travel
.travel — общий домен верхнего уровня для туристических компаний. Введён ICANN 8 апреля 2005 года. Является спонсорским (спонсируется Tralliance Corporation, дочерней компанией TheGlobe.com). Фактическая регистрация началась в январе 2006 года. Первым сайтом организации, запущенным в данном домене, стал egypt.travel — с июня 2006 года.